# Fondation européenne pour la formation
Pour les articles homonymes, voir ETF.
La Fondation européenne pour la formation (en anglais, European Training Foundation ou ETF) est une agence communautaire. Elle a été établie en 1990, et est opérationnelle depuis 1994. Son siège se trouve à Turin en Italie.
Elle intervient dans le domaine de la formation professionnelle dans les pays voisins de ceux de l'Union européenne.